# Pip Mushin
Philip „Pip“ Mushin (* 1963 in Melbourne, Victoria) ist ein australischer Schauspieler.

## Leben und Karriere
Mushin studierte Schauspielerei an der Western Australian Academy of Performing Arts und schloss sein Studium mit einem Diplom der Film- und Fernsehregie am Victorian College of Arts ab. Als Schauspieler hat er in erster Linie seit den 1990er Jahren in einer größeren Reihe von Fernsehserien mitgewirkt. In seiner Heimat Australien ist er vor allem durch Baz Luhrmanns Tanzfilm Strictly Ballroom – Die gegen alle Regeln tanzen (1992) und durch seine fortlaufende Rolle als Kameramann in der australischen Fernsehserie Frontline (1994–1997) bekannt geworden. Neben der Schauspielerei wirkte er in den 2000er Jahren auch bei mehreren Fernsehserien als Regisseur und ausführender Produzent mit.

## Filmografie
- 1984: Street Hero
- 1984–1985: Prisoner (Fernsehserie, 2 Folgen)
- 1987: Wächter der Zukunft (The Time Guardian)
- 1989: In geheimer Mission (Mission: Impossible, Fernsehserie, 1 Folge)
- 1990: Breakaway
- 1992: Strictly Ballroom – Die gegen alle Regeln tanzen (Strictly Ballroom)
- 1994: Die fliegenden Ärzte (The Flying Doctors, Fernsehserie, 1 Folge)
- 1994: Time Trax – Zurück in die Zukunft (Time Trax, Fernsehserie, 1 Folge)
- 1994: Jimeoin (Fernsehserie, 1 Folge)
- 1994: Blue Heelers (Fernsehserie, 1 Folge)
- 1994–1997: Frontline (Fernsehserie, 38 Folgen)
- 1998: Good Guys Bad Guys (Fernsehserie, 1 Folge)
- 2000: Muggers – Auf Herz und Nieren (Muggers)
- 2001: Pizza (Fernsehserie, 1 Folge)
- 2001: Halifax (Fernsehserie, 1 Folge)
- 2002: Königin der Verdammten (Queen of the Damned)
- 2002: The Secret Life of Us (Fernsehserie, 1 Folge)
- 2003: Fat Pizza
- 2004: Josh Jarman
- 2005: King Kong
- 2015: The Doctor Blake Mysteries (Fernsehserie, 1 Folge)
- 2015: The Subjects